# Moon River
Moon River ist ein 1961 von Henry Mancini komponiertes und von Johnny Mercer getextetes Lied für den Film Frühstück bei Tiffany, in dem das Lied von Audrey Hepburn gesungen wird. Sie erhielten hierfür 1962 den Oscar für den besten Filmsong. Das Lied wird als ein Beitrag zum Great American Songbook gerechnet.
Im Zuge des Erfolges von Moon River erholte sich Mercers Karriere als Liedschreiber, die Mitte der 1950er-Jahre durch das Aufkommen des Rock and Roll und die damit verbundene Verdrängung des Jazz als beliebtestes Musikgenre ins Stocken geraten war.
Der rund sechs Kilometer lange Moon River in Johnny Mercers Heimatstadt bei Savannah, Georgia wurde nach dem Lied benannt, ebenso die Produktionsfirma von Andy Williams, der den Song aufgenommen hatte.

## Versionen

### Original
Mercer und Mancini schrieben das Lied speziell für Audrey Hepburn, um ihrer Stimmlage Rechnung zu tragen. Ursprünglich begann das Lied mit der Zeile „I’m Holly, like I want to be / like Holly on a tree back home.“ Die Zeile wurde später aufgrund des Filmmotivs geändert. Zu Beginn des Filmes ist eine Instrumentalversion des Liedes zu hören. Der Text taucht zum ersten Mal in der Szene auf, in der Paul „Fred“ Varjak (George Peppard) beobachtet, wie Holly Golightly (Audrey Hepburn) mit ihrer Gitarre am Fenster zur Feuerleiter sitzt und das Lied singt.
Der Ausdruck „Huckleberry Friend“ ist eine nostalgische Anspielung auf Mercers Kindheit, in der er mit Freunden am Fluss nach Heidelbeeren suchte, die im Amerikanischen als „huckleberries“ bezeichnet werden. Zugleich ist es ein Wortspiel mit dem Namen Huckleberry Finn aus den Romanen von Mark Twain.
Die von Audrey Hepburn gesungene Version des Liedes wurde nicht in den Original-Soundtrack des Filmes übernommen. Stattdessen nahm Mancini eine Albumversion auf, die später zum Charthit wurde. Es erreichte Platz 11 der US-Charts und war dort Mancinis zweiterfolgreichste Aufnahme. Auch in Großbritannien und Deutschland kam das Original in die Charts.
Nach dem Tod Hepburns 1993 wurde ihre Aufnahme auf dem Album Music from the Films of Audrey Hepburn veröffentlicht.
Henry Mancini sagte über Audrey Hepburn: „Moon River wurde für sie geschrieben. Niemand sonst hat es je so gut verstanden. Es gibt mehr als tausend Versionen davon, aber ihre ist zweifellos die beste.“

### Interpretationen
Bereits 1961 gab es mehrere andere Versionen von Moon River. Am erfolgreichsten war der Südafrikaner Danny Williams, der Platz 1 in Großbritannien erreichte. Jerry Butler konnte mit seiner Interpretation Mancinis Platz 11 in den USA wiederholen.
Daneben haben zahlreiche weitere Interpreten ihre eigene Version von Moon River veröffentlicht, darunter Louis Armstrong, Judy Garland, Karel Gott, James Last, Martin Böttcher, Katie Melua, Jim Reeves, Rumer, Morrissey, R.E.M., Frank Sinatra, Frank Ocean, Barbra Streisand, Caterina Valente, Lys Assia, Michael Hirte, Willie Nelson, Baby Doll, Elton John, die Puppini Sisters, Nils Landgren, Eric Clapton im Duett mit Jeff Beck, Tommy Emmanuel und Jacob Collier. Am bekanntesten ist heute wohl die Version von Andy Williams, die auch zu seiner Erkennungsmelodie geworden ist.
Eine tschechische Version, „Měsíční řeka“, ist von mehreren Interpreten bekannt.